# Ulla-Britt Carlsson
Ulla-Britt Carlsson, född 31 mars 1930 i Skönsmons församling i Västernorrlands län, är en svensk socialdemokratisk tidigare riksdagsledamot från Örebro. Carlsson var riksdagsledamot som ersättare under flera perioder 1982–1984. Hon har också varit kommunalråd i Örebro kommun. Carlsson har varit aktiv i Socialdemokrater för tro och solidaritet och har varit missionär i Kongo-Brazzaville.